# Ramon Allones
Ramon Allones è una marca di sigari cubani.

## Storia
Ramon Allones è una delle marche di habanos più antiche tra quelle attualmente esistenti, la sua fondazione infatti risale al 1845 ad opera dei fratelli Ramon ed Antonio Allones (nessuna parentela con l'omonimo fondatore della El Rey del Mundo). Fin dalle origini la marca è stata da sempre caratterizzata da una notevole originalità nel packaging ed in generale nella cura verso l'estetica del marchio. Infatti, fu Ramon Allones, prima tra le marche cubane ed in generale tra le aziende che producono sigari, a realizzare le prime vistas (ovvero i loghi del brand pubblicizzati ed inseriti nelle scatole) a colori, nonché la prima ad inserire nei sigari la cosiddetta anilla (ovvero la fascia di carta che riproduce la marca); inoltre fu proprio questa marca ad introdurre la scatola da 25 pezzi (che è da sempre il tipo di confezione utilizzato) però a tre livelli (detta 8-9-8, o ocho, nueve y ocho, in virtù della sistemazione dei puros, per l'appunto, in tre livelli, diversamente dallo standard che ne prevede due). Il formato 8-9-8, che Ramon Allones non produce più con grande dispiacere dei tantissimi appassionati, è stato poi fatto proprio da altre marche tra cui Partagàs che tuttora lo commercializza.
Nel 1927 la marca venne acquistata dalla società che già possedeva proprio Partagàs e la produzione dei suoi sigari si spostò nella storica fabbrica di Calle de la Industria a L'Avana, fino alla rivoluzione cubana di Fidel Castro, quando l'azienda venne nazionalizzata; a tutt'oggi infatti essa è di proprietà di Habanos, la società al 51% del Governo cubano ed al 49% della multinazionale del tabacco franco-spagnola Altadis.

## Prodotti
Elenco dei sigari Ramon Allones venduti in Italia, escluse le edizioni limitate.
- Small Club Coronas (vitola Minuto - Lunghezza 110mm, Diametro 16,67mm);
- Gigantes (vitola Prominente - Lunghezza 194mm, Diametro 19,45mm);
- Specially Selected (vitola Robusto - Lunghezza 124mm, Diametro 19,84mm);